# Bénie Traoré
Bénie Adama Traoré (Ouragahio, 22 de noviembre de 2002) es un futbolista marfileño que juega de delantero en el F. C. Basilea de la Superliga de Suiza.

## Trayectoria
Tras dos años en ASEC Mimosas, se incorporó a BK Häcken en enero de 2021. Debutó en febrero en un partido de la Copa de Suecia contra el Dalkurd FF. Marcó su primer gol contra Gauthiod en la Copa de Suecia el 27 de febrero. Debutó en la Allsvenskan el 24 de abril contra el Halmstads BK. En marzo de 2022, durante un partido de la Svenska Cupen contra el Hammarby IF, se lesionó gravemente la pierna y estuvo de baja 8 meses. Firmó un nuevo contrato con el Häcken el 26 de septiembre de 2022 y se proclamó campeón de la Allsvenskan 2022 tras recuperarse de su lesión.
En los primeros meses de la temporada 2023 marcó doce goles en catorce partidos de la Allsvenskan. A mitad de la misma fue traspasado al Sheffield United F. C. que había ascendido a la Premier League. Con este equipo jugó nueve partidos antes de terminar la campaña como cedido en el F. C. Nantes. Tras esta cesión terminó su etapa en Sheffield después de ser vendido al F. C. Basilea.

## Selección nacional
Fue convocado con la selección sub-23 de Costa de Marfil en marzo de 2023.

## Estadísticas

### Clubes
Actualizado al último partido disputado el 24 de febrero de 2024.
| Club                              | Div.          | Temporada     | Liga  | Liga  | Liga   | Copas nacionales | Copas nacionales | Copas nacionales | Copas internacionales | Copas internacionales | Copas internacionales | Total | Total | Total  |
| Club                              | Div.          | Temporada     | Part. | Goles | Asist. | Part.            | Goles            | Asist.           | Part.                 | Goles                 | Asist.                | Part. | Goles | Asist. |
| --------------------------------- | ------------- | ------------- | ----- | ----- | ------ | ---------------- | ---------------- | ---------------- | --------------------- | --------------------- | --------------------- | ----- | ----- | ------ |
| BK Häcken · Suecia                | 1.ª           | 2021          | 27    | 3     | 3      | 6                | 2                | 1                | 1                     | 0                     | 0                     | 34    | 5     | 4      |
| BK Häcken · Suecia                | 1.ª           | 2022          | 0     | 0     | 0      | 3                | 4                | 0                | ―                     | ―                     | ―                     | 3     | 4     | 0      |
| BK Häcken · Suecia                | 1.ª           | 2023          | 14    | 12    | 3      | 6                | 3                | 3                | ―                     | ―                     | ―                     | 20    | 15    | 6      |
| BK Häcken · Suecia                | Total club    | Total club    | 41    | 15    | 6      | 15               | 9                | 4                | 1                     | 0                     | 0                     | 57    | 24    | 10     |
| Sheffield United F. C. Inglaterra | 1.ª           | 2023-24       | 8     | 0     | 0      | 1                | 0                | 0                | ―                     | ―                     | ―                     | 9     | 0     | 0      |
| Sheffield United F. C. Inglaterra | Total club    | Total club    | 8     | 0     | 0      | 1                | 0                | 0                | 0                     | 0                     | 0                     | 9     | 0     | 0      |
| F. C. Nantes Francia              | 1.ª           | 2023-24       | 4     | 0     | 1      | 1                | 0                | 0                | ―                     | ―                     | ―                     | 5     | 0     | 1      |
| F. C. Nantes Francia              | Total club    | Total club    | 4     | 0     | 1      | 1                | 0                | 0                | 0                     | 0                     | 0                     | 5     | 0     | 1      |
| Total carrera                     | Total carrera | Total carrera | 53    | 15    | 7      | 17               | 9                | 4                | 1                     | 0                     | 0                     | 71    | 24    | 11     |

## Palmarés

### Títulos nacionales
| Título             | Club          | País   | Año  |
| ------------------ | ------------- | ------ | ---- |
| Allsvenskan        | BK Häcken     | Suecia | 2022 |
| Copa de Suecia     | BK Häcken     | Suecia | 2023 |
| Superliga de Suiza | F. C. Basilea | Suiza  | 2025 |
| Copa de Suiza      | F. C. Basilea | Suiza  | 2025 |